# گوندولین
گوندولین (Gondolin) در مجموعه داستان و افسانهٔ نوشته‌شده توسط جان رونالد روئل تالکین، «شهر پنهان» الف‌ها بود که توسط تورگون در «دورهٔ اول» کشف و ساخته و پرداخته شد. گوندولین در گویش سینداری به‌معنی «صخرهٔ پنهان» است.
تورگون فرزند فین گولفین، پادشاه بزرگ نولدور در بلریاند بود. او ابتدا در وین یامار در نوراست اقامت داشت، اما بعدها به راه افتاد و همراه با دوست و خویشاوندش فین رود، که بعدها نارگوتروند را بنا کرد، به گشت و گذار پرداخت تا اینکه روزی که تنها در کنار رودخانهٔ سیریون راه می‌رفت، اولمو، والای دریا از میان کف‌های رودخانه برخاست و به او راهی را نشان داد که به سوی وادی پنهانی در احاطهٔ کوه‌های محیط برود که منزلگاه عقاب‌های مانوه بود. در آنجا، بر روی یک تپهٔ سنگی و وسیع در میان یک درهٔ عمیق، تورگون به فکر ساختن شهری افتاد که بعدها به نام گوندولین یا شهر پنهان مشهور شد.

## ساخت گوندولین

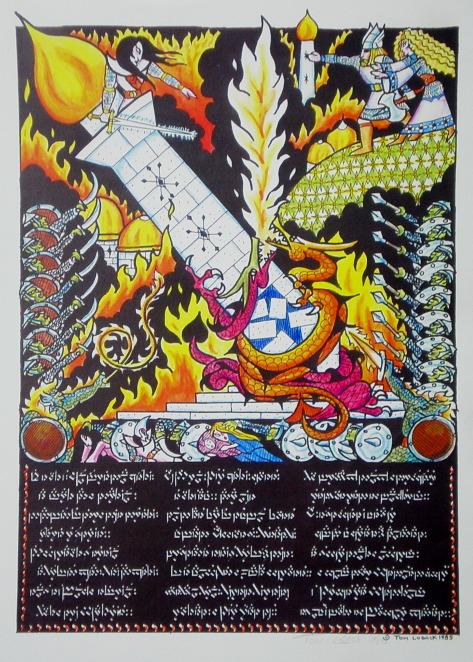
سقوط برج تورگون

تورگون همیشه به یاد تیریون زیبا بود، شهر پرفروغ و نقره فام نولدور بر فراز تپهٔ تونا در والینور. پس تصمیم گرفت به یاد آن شهر، شهری هم در این سوی دریا بنا کند که به همان ترتیب، مستحکم اما زیبا و درخشان باشد. گوندولین در میان کوه‌ها محصور بود و هیچ‌کس به آنجا رفت و آمد نمی‌کرد چون هیچ راهی به توملادن وجود نداشت مگر بستر رودهای زیرزمینی و غارهای تودرتویی که اولمو راه گذشتن از آن‌ها را به تورگون آموخت. رودخانه‌ها بر گرد آن تپهٔ سرسبز و خرم می‌چرخیدند و نیروی بی منتهای اولمو در درهٔ توملادن جریان داشت. تورگون بسیاری از کارآزموده‌ترین مردان و بهترین نگهبانانش را برای بیش از پنجاه سال، پنهانی به توملادن برد تا در آنجا شهر مورد نظرش را بسازند و این مردمان، پس از این مدت شهری زیبا و درخشان، با دیوارهایی سراسر سفید و برجی پوشیده از بلور و الماس که زیر نور آفتاب برق می‌زد و صدها چشمهٔ درخشان که از آب‌های اولمو به آنجا سرازیر می‌شد و الف‌ها از آن‌ها آب‌نما و فواره‌های شگفت‌انگیزی ساخته بودند. دو درخت به نام‌های گلین گال و بره تیل را از طلا و نقره به یاد دو درخت والینور ساخته بودند که در میدان اصلی شهر رشد می‌کردند و مرتب بلند و بلدتر می‌شدند.

## مردمان گوندولین
مردم گوندولین به گوندولین دریم مشهور شده بودند و آن‌ها بیشتر علاقمند بودند که در بیشه‌های سرزمینشان پنهانی و با تیرهای زهرآلود بجنگند. چرا که اولمو به آن‌ها گفته بود که زمانش که فرابرسد، ارتشی عظیم از گوندولین باید به کمک دیگر الف‌ها برود و این واقعاً اتفاق افتاد. زمانی که دیگر الف‌ها و پادشاهان بلریاند در برابر مورگوت شکست خورده و یکی پس از دیگری در حال کشته شدن بودند، دروازه‌های پنهان گوندولین که دورف‌ها از سنگ سیاه ساخته بودند گشوده شد و هزاران الف نیرومند، با زره‌ها و کلاهخودهای نقره ای که تورگون در این سال‌ها ساخته بود از میان آن‌ها بیرون ریختند و مورگوت را تا پای شکست پیش بردند.

## نابودی گوندولین

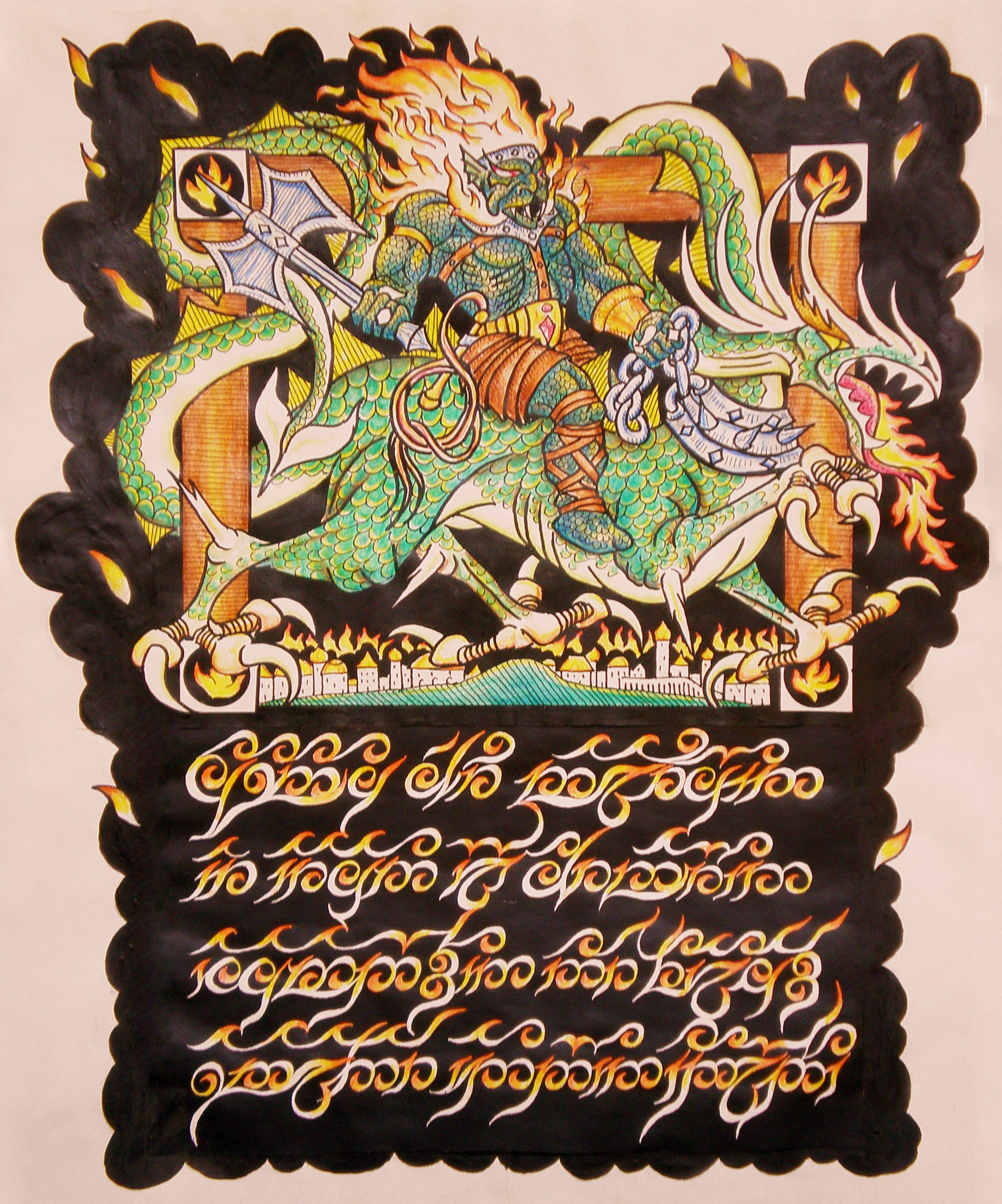
Gothmog, Lord of the Balrogs, riding a dragon

تور، از فرزندان پادشاهان آدمیان به گوندولین آمد و در آنجا با ایدریل زیبا، دختر تورگون آشنا شده و پس از مدتی عاشق او شد. با تورگون از راز دلش حرف زد و شاه پنهان هم خوشحال از این عشق آن دو را به عقد هم درآورد. سال بعد از آن، ائارندیل دریانورد در گوندولین چشم به جهان گشود. او که به نیم الف مشهور است، پسر تور و ایدریل بود و زیبایی الف‌ها و قدرت آدم‌ها را به ارث برده بود.
تورگون بسیار از تولد او خوشحال شد و به همین سبب، جشنی بزرگ در شهرش برپا کرد. از طرف دیگر، الف دیگری به نام مایگلین که او هم از خویشاوندان تورگون بود، برای صنعت‌گری پیش دورف‌ها می‌رفت که به دام مورگوت افتاد و آن‌ها با شکنجه راه مخفی را آرام آرام از زیر زبانش بیرون کشیدند. مورگوت چنان خوشحال شد که به او گفت به شهر برگردد و اگر در تصرف گوندولین به آن‌ها کمک کند، مورگوت پادشاهی آنجا و همچنین دختر تورگون، یعنی ایدریل که حالا همسر تور بود، بعد از آن به او خواهد داد. مایگلین در بازگشت دروازه‌ها را شبانه باز کرد و سیل اورک‌ها و گرگ‌های عظیم الجثهٔ آنگباند به همراه بالروگ‌ها و فرزندان مخوف گلائرونگ به داخل گوندولین سرازیر شد. مردمان در این ساعت، سخت جنگیدند اما بسیاری کشته شدند، از جمله گلورفیندل بزرگ که بدست گوتموگ کشته شد و بعدها دوباره از نو متولد شد. گلورفیندل بود که گوتموگ را به قتل رساند. اما ایدریل در این سال‌ها پنهانی راهی به نام گذرگاه ایدریل به طرف تنگهٔ کیریت تورونات که محل زندگی عقاب‌ها ساخته بود و از طریق آن، باقی ماندهٔ مردم گوندولین پا به فرار گذاشتند.
تورگون، شاه پنهان، در آنجا ماند و از فرار آن‌ها حمایت کرد، اما اژدهایی از نژاد گلائرونگ به طرف او خیز برداشت و قبل از آنکه شاه بتواند کاری کند، بارانی از شعله‌ها بر سرش بارید که بدن او را سوزاند و جانش را گرفت. اما مایگلین پلید، در میانهٔ راه با گروهی از اورک‌ها برای جلوگیری از فرار بازمانده‌ها راه را بر آن‌ها بسته بود که تور پا پیش گذاشت و او و تمام افرادش را یک تنه کشت. بعد از فرار آنها، مورگوت گوندولین را توسط اژدهایانش به آتش کشید و تبدیل به خرابه کرد، چرا که از این شهر که این‌طور او را در معرض شکست قرار داده بود، به شدت نفرت داشت. گوندولین آخرین شهر بزرگ در بین سه قلمرو نارگوتروند، دوریات و گوندولین بود که توسط مورگوت نابود شد.